# 十一斑壁钱
十一斑壁钱（学名：Uroctea 11-maculata）为拟壁钱科壁钱属的动物。在中国大陆，分布于山西等地，多生活于房屋墙角、树皮内或石下。该物种的模式产地在山西。
其种加词“11-maculata”意为“有11个斑点的”。